# Mitologia maia
A mitologia maia se refere às extensivas crenças politeístas da civilização maia pré-colombina. Esta cultura mesoamericana seguiu com as tradições de sua religião há 3.000 anos até o século IX, e inclusive algumas destas tradições continuam sendo contadas pelos maias modernos.
São só três textos maias completos que sobreviveram através dos anos. A maioria foi queimada pelos espanhóis durante sua invasão da América. Portanto, o conhecimento da mitologia maia disponível na atualidade é muito limitado.
- O Popol Vuh (ou Livro do Conselho dos indianos quiché) relata os mitos da criação da Terra, as aventuras dos deuses gêmeos, e a criação do primeiro homem.
- Os livros de "Chilam Balam" também contêm informação sobre a mitologia maia, geralmente descrevem as tradições desta cultura.
- As crônicas de Chacxulubchen é outro texto importante para a compreensão da mitologia maia.

## O Popol Vuh
A história maia da criação dos quiché é o Popol Vuh. Neste se descreve a criação do mundo a partir do nada pela vontade do panteão maia de deuses. O homem foi criado da lama sem muito sucesso, posteriormente se cria ao homem a partir de madeira com resultados igualmente infrutuosos, depois dos dois fracassos se cria o homem em uma terceira tentativa, esta ocasião a partir do milho e se lhe atribuem tarefas que elogiaram a deuses: ferreiro, cortador de gemas, talhador de pedras, etc. Alguns acham que os maias não apreciavam a arte por si mesmo, mas todos seus trabalhos eram para exaltação dos deuses.
Depois da história da criação, o Popol Vuh narra as aventuras dos heróis gêmeos legendários, Hunahpú e Ixbalanqué, que consistiram em derrotar aos Senhores de Xibalbá, do mundo terrenal. Estes são dois pontos focais da mitologia maia e a miúdo se encontraram representados em arte.

## Mito completo da criação segundo os maias
Na mitologia maia, Tepeu e Gucumatz (o Quetzalcoatl dos astecas) são referidos como os criadores, os fabricantes, e os antepassados. Eram dois dos primeiros seres a existir e se diz que foram tão sábios como antigos. Huracán, ou o ‘coração do céu', também existiu e se lhe dá menos personificação. Ele atua mais como uma tempestade, da qual ele é o deus.
Tepeu e Gucumatz levam a cabo uma conferência e decidem que, para preservar sua herança, devem criar uma raça de seres que possam adorá-los. Huracán realiza o processo de criação enquanto que Tepeu e Gucumatz dirigem o processo. A Terra é criada, junto com os animais. O homem é criado primeiro de lama mas este se desfaz. Convocam a outros deuses e criam o homem a partir da madeira, mas este não possui nenhuma alma. Finalmente o homem é criado a partir do milho por uma quantidade maior de deuses e seu trabalho é completo.
A mitologia dos maias tem o seguinte panteão.

## Deuses notáveis

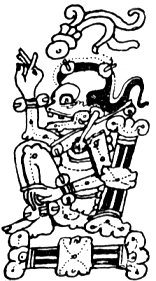
Ah Puch, no Códex de Dresden

### Três primeiros deuses criadores
Estes realizaram a primeira tentativa da criação do homem a partir da lama, no entanto em breve viram que seus esforços desembocaram no fracasso, já que suas criações não se sustentavam por ser um material muito suave
1. Gucumatz: Na mitologia maia, Gucumatz é o deus supremo. Achou vida por meio da água e ensinou aos homens a produzir fogo. É conhecido também por: Gucamatz, Cuculcán ou Kukulkán.
2. Huracán: Em linguagem maia, Huracan significa "o de uma só perna", deus do vento, tempestade e fogo. Foi também um dos treze deuses criadores que ajudaram a construir a humanidade durante a terceira tentativa. Além disso provocou a Grande Inundação depois que os primeiros homens enfureceram aos deuses. Supostamente viveu nas neblinas sobre as águas torrenciais e repetiu "terra" até que a terra emergiu dos oceanos. Nomes alternativos: Hurakan, Huracán, Tohil, Bolon Tzacab e Kauil.
3. Tepeu: Na mitologia maia, foi deus do céu e um dos deuses criadores que participou das três tentativas de criar a humanidade

### Os sete segundos deuses criadores
Estes deuses que realizaram a segunda tentativa de achem ao homem a partir da madeira, mas este não possuía nenhuma alma
1. Alom
2. Bitol - Deus do céu. Entre os deuses criadores, foi o que deu forma às coisas. Participou das duas últimas tentativas de criar a humanidade.
3. Gucamatz
4. Huracán
5. Qaholom
6. Tepeu
7. Tzacol

### Os treze últimos deuses criadores
Se podem encontrar referências aos Bacabs nos escritos do historiador do Século XVI Diego de Landa e nas histórias maias colecionadas no Chilam Balam. Em algum momento, os irmãos se relacionaram com a figura de Chac, o deus maia da chuva. Em Yucatán, Chan Kom se refere aos quatro pilares do céu como os quatro Chacs. Também acredita-se que foram deuses jaguar, e que estão relacionados com a apicultura. Como muitos outros deuses, os Bacabs eram importantes nas cerimônias de adivinhações, e eram consultados a respeito de grãos, clima e até a saúde das abelhas, uma vez que eram deuses da apicultura também.

## Os Senhores de Xibalbá
Xibalbá é o perigoso inframundo habitado pelos senhores malignos da mitologia maia. Se dizia que o caminho para esta terra estava infestado de perigos, era escarpado, espinhoso e proibido para os estranhos. Este lugar era governado pelos senhores demoníacos Vucub-Camé e Hun-Camé. Os habitantes de Xibalbá eram treze:
1. Hun-Camé
2. Vucub-Camé
3. Xiquiripat
4. Chuchumaquic
5. Ahalpuh
6. Ahalcaná
7. Chamiabac
8. Chamiaholom
9. Quicxic
10. Patán
11. Quicré
12. Quicrixcac
13. Kinich-ahau

Ver também: Outros personagens da mitologia maia